# وادي تبالة
وادي تبالة (بفتح التاء والباء واللام) هو من أكبر أودية السراة وتسيل مياهه من جبل الهدارة في بلاد قبيلة بلقرن ومن بلاد شمران وبلاد خثعم ثم يتجه شمالاً ثم إلى الشمال الشرقي حتى يصب في وادي بيشة عند قرية الصبيحي، وعليه بلدات ومدن كبيرة منها سبت العلاية وبلدة البظاظة، وبلدة تبالة، وبلدة الثنية. للمنطقة ذكر في الأشعار والأخبار القديمة وكتب التاريخ والآداب.

## أهم الروافد
- طب
- وادي طبقا
- عشرة
- ملحة
- مليح
- ارناح
- الحفيا
- سروم العليا-
- سروم السفلى